# Nowy Folwark (Lublin)
Pour les articles homonymes, voir Nowy Folwark.
Nowy Folwark (prononciation : [ˈnɔvɨ ˈfɔlvark]) est un village polonais de la gmina de Leśniowice dans le powiat de Chełm de la voïvodie de Lublin dans l'est de la Pologne, à la frontière avec l'Ukraine.
Il se situe à environ 3 kilomètres au sud-ouest de Leśniowice (siège de la gmina), 21 kilomètres au sud de Chełm (siège du powiat) et 70 kilomètres au sud-est de Lublin (capitale de la voïvodie).

## Histoire
De 1975 à 1998, le village est attaché administrativement à la voïvodie de Chełm.

Depuis 1999, il fait partie de la voïvodie de Lublin.